# Dermestes erichsoni
Dermestes erichsoni es una especie de escarabajo de piel del género Dermestes, tribu Dermestini, subfamilia Dermestinae. Fue descrita por Ganglbauer en 1904.

## Descripción
Mide 6-7 mm de longitud.

## Distribución y hábitat
Se distribuye por Turquía, Ucrania, Cáucaso, Rusia (Siberia occidental), Argelia, Marruecos y Túnez. También se ha reportado en Francia, Austria, Grecia, Bulgaria y Ucrania.